# Lauri Tukonen
Lauri Tukonen (ur. 1 września 1986 w Hyvinkää) – fiński hokeista. Reprezentant Finlandii.
Jego brat Olli-Kristian (ur. 1984) także został hokeistą.

## Kariera
- KJT U16 (2000-2001)
- Jää-Ahmat U16 (2001)
- Ahmat Hyvinkää (2001-2003)
- Jää-Ahmat U20 (2002)
- Blues U20 (2002-2004)
  -  Suomi U20 (2004)
- Blues (2003-2005)
- Manchester Monarchs (2005-2008)
- Los Angeles Kings (2007, 2008)
- Ilves (2008-2009)
- Lukko (2009-2014)
- TPS (2014-2016)
- Lukko (2016-2018)
- Ässät (2018)
- Växjö Lakers (2018-2019)
- EHC Kloten (2019)
- TPS (2020)

Wychowanek klubu Ahmat. W drafcie NHL z 2004 został wybrany przez Los Angeles Kings. W zespole rozegrał 5 meczów. Przez trzy sezony w latach 2005-2008 grał w klubie farmerskim, Manchester Monarchs. W 2008 roku powrócił do Finlandii i przez niespełna rok występował w zespole Ilves. Od 2009 zawodnik Lukko. Od maja 2014 ponownie zawodnik TPS. Od końca kwietnia 2016 ponownie zawodnik Lukko. Na początku października 2018 przekazany do Ässät. Na przełomie grudnia 2018 i stycznia 2019 był zawodnikiem Växjö Lakers, po czym od stycznia do kwietnia 2019 był graczem EHC Kloten. Na przełomie stycznia i lutego 2020 był związany krótkoterminowym kontraktem z TPS, w barwach którego zagrał wtedy w pięciu meczach.

## Sukcesy
Reprezentacyjne
- Brązowy medal mistrzostw świata juniorów do lat 20: 2004, 2006

Klubowe
- Emile Francis Trophy: 2007 z Manchester Monarchs
- Brązowy medal mistrzostw Finlandii: 2011, 2014 z Lukko

Indywidualne
- Mistrzostwa świata do lat 18 w hokeju na lodzie mężczyzn 2004:
  - Pierwsze miejsce w klasyfikacji asystentów turnieju: 6 asyst (ex aequo z siedmioma innymi)
  - Pierwsze miejsce w klasyfikacji kanadyjskiej turnieju: 11 punktów (ex aequo z Petteri Nokelainen, Lauri Korpikoski, Roman Wołoszczenko)
  - Pierwsze miejsce w klasyfikacji +/- turnieju: +10
- Mistrzostwa Świata Juniorów w Hokeju na Lodzie 2006:
  - Skład gwiazd turnieju